# Kazimierz Morawski (Philologe)

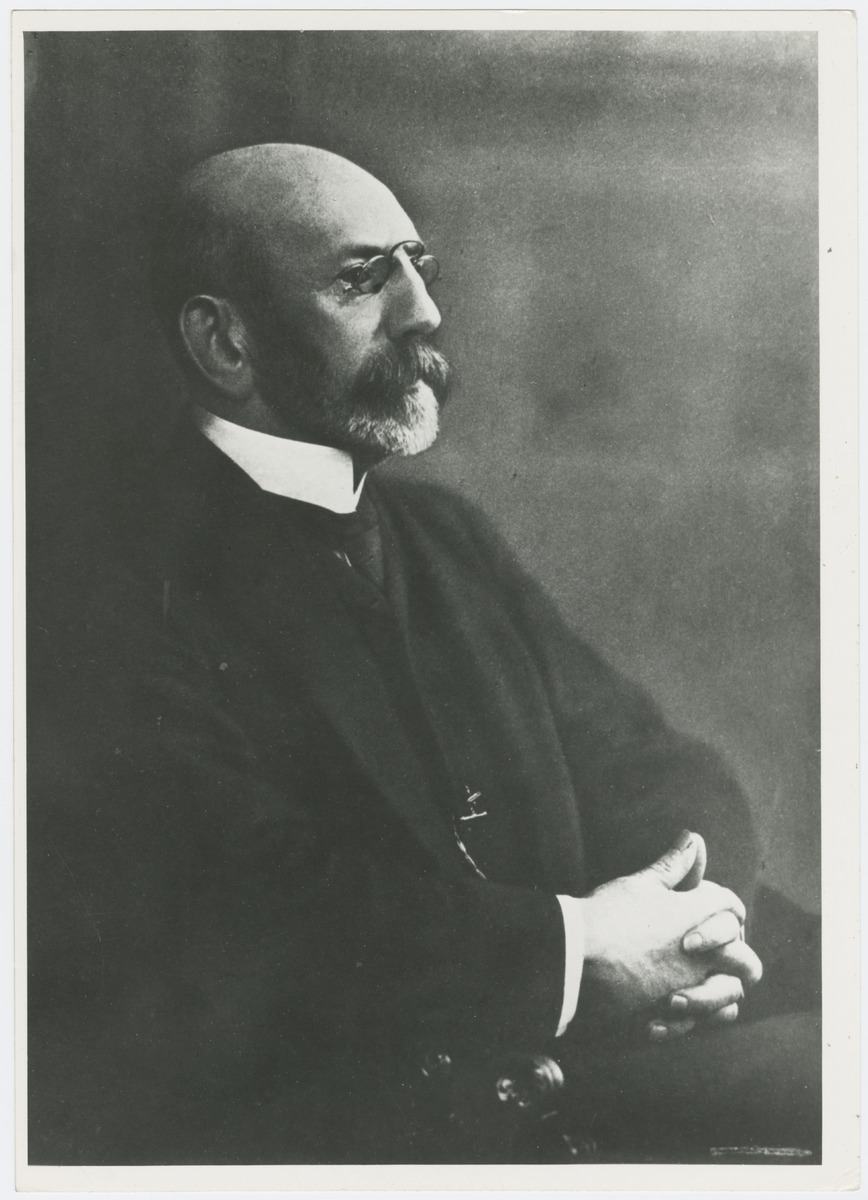
Kazimierz Morawski

Kazimierz Morawski (* 29. Januar 1852 in Posen; † 25. August 1925 in Krakau) war ein polnischer Klassischer Philologe, Historiker und Übersetzer.
In der deutschsprachigen Literatur schrieb er sich Casimir von Morawski.

## Leben
Morawski studierte klassische Philologie in Berlin. Zwischen März und Mai 1878 erhielt er die Lehrbefugnis und unterrichtete er als Privatdozent und ab 1880 als Professor für Klassische Philologie an der philosophischen Fakultät der Jagiellonen-Universität, deren Rektor er von 1906 bis 1907 war. 1918 wurde er Präsident der Polnischen Akademie der Wissenschaften. Im Jahr 1922 kandidierte er erfolglos für das Präsidentenamt in Polen. Er veröffentlichte u. a. eine Monographie über den polnischen Humanisten Andrzej Patrycy Nidecki (1884) und eine kritische Ausgabe der lateinischen Gedichte des Andrzej Krzycki (Andreae Cricii carmina, 1888) sowie eine Historia Universytetu Jagiellońskiego (2 Bände, 1900).

## Werke
- Beiträge zur Charakteristik der Sprache des Velleius. In: Philologus  : Zeitschrift für das classische Alterthum. 35, 1876, S. 715–717 (Miscelle Nr. 28).
- Petroniusz Arbiter i jego romans. In: Przegląd Polski. 1879, 2. kwartał: S. 3–23 Polona.pl
- Pompeji : 3 odczyty miane r. 1879. In: Przegląd Polski. 1881, Band 1. S. 37–86 Polona.pl
- Julian Apostata. Drukarnia „Czasu“, Krakau Katholische Uni Lublin
- Cesarz Tyberiusz. skł. gł. Br. Rymowicz, Petersburg 1891 Polona.pl
- Andrzéj Patrycy Nidecki : jego życie i dzieła (1522–1572). 1, Akademia Umiejętności, Krakau 1884 Gdansk UB, Digibib Kujawo-Pomorze
- Z dziejów Odrodzenia w Polsce : (studya i notaty). Drukarnia „Czasu“, Krakau 1884 Polona.pl
- Beiträge zur Geschichte des Humanismus in Polen. (»Sitzungsberichte der Philosophisch-Historischen Classe der Kaiserlichen Akademie der Wissenschaften« 118.1889, 3. Abhandlung) Digitalisat bei Google Books
- De Rhetoribus latinis observationes. Cracoviæ sumptibus Academiæ Litterarum. 1892. Ex XVI Tomo dissertationum classis philologicæ. 20 p. in-4.
- Andrzej Patrycy Nidecki : jego życie i dzieła. Akademia Umiejętności, Krakau 1892 Polona.pl
- Zur Rhetorik bei den römischen Historikern. (Livius – Velleius – Curtius). In: Zeitschrift für die österreichischen Gymnasien. 44, 1893, S. 97–103 (google.com).
- Zur Rhetorik bei den römischen Schriftstellern. In: Philologus : Zeitschrift für das klassische Alterthum. 54, 1895, S. 143–149 (google.com).
- Historya Uniwersytetu Jagiellońskiego. Krakau 1900.
  - Band 1 : średnie wieki i odrodzenie DigiBib Radom, DigiBib Tarnow
  - Band 2 : średnie wieki i odrodzenie DigiBib Radom, DigiBib Tarnow
- Państwo rzymskie i jego ustrój. (handschriftliches Manuskript) Kraków 1904 Digibib der Jagiellonen-Bibliothek
- De poet. imprimis Augusteae aetatis sermone observatiunculae aliquot. In: Wiener Studien – Zeitschrift für klassische Philologie. 37, 1915, S. 157–165.
- Vergilius i Horatius. Akad. Umiej., Krakau 1916 Polona.pl
- Czasy zygmuntowskie na tle prądów odrodzenia. Instytut Wydawniczy „Bibljoteka Polska“, Warschau 1922 DigiBib Radom
- Rzym i narody : podbój zachodu, wschód i Żydzi.
  - Warszawa : Gebethner i Wolff 1924 DigiBib Radom
  - Kraków : Krakowska Spółka Wydaw. 1924 Polona.pl

- Stromata in honorem Casimiri Morawski. Cracovia : Typis Universitatis Jagiellonicae Universitätsdruckerei der Jagiellonen-Universität Krakau, 1908
  - Ehrungsband zum 30-jährigen Dienstjubiläum Morawskis an der Universität Krakau, nur mit Beiträgen von Schülern und einem Bildnis Morawskis